# Bagnols-en-Forêt
Bagnols-en-Forêt é uma comuna francesa na região administrativa da Provença-Alpes-Costa Azul, no departamento de Var. Estende-se por uma área de 42,9 km². Em 2010 a comuna tinha 2 888 habitantes (densidade: 67,3 hab./km²).